# Kagrra,
Kagrra var en japansk rockgrupp som var aktiva mellan 1998 och 2011. Bandet bildades 1998 under namnet Crow av Isshi, Nao och Izumi. De lämnade in en ansökan i en lokal musikaffär efter en gitarrist, men fick två: Akiya och Shin. Två år senare fick de ett skivkontrakt på PS Company, ett större indiebolag och bytte namn till "Kagrra". Kommatecknet efter bandnamnet kom till år 2004, då de slog igenom på riktigt.
Bandets musik är en blandning av rock och traditionell japansk musik. Det traditionella grundar sig hos sångaren, Isshi, som varit fascinerad av japansk historia sedan han var liten. Det finns till och med låtar skrivna på gammal japanska.

## Namn
Namnet "Kagrra," är egentligen bara en tillfixad version av ordet ”Kagura”, som är en traditionell japansk dans. Kanji tecknen för Kagrra, ” 神楽 ” betyder "gudarnas musik".

## Medlemmar
- Isshi (ー志) - sång, född 7 december 1978 - död 18 juli 2011
- Akiya (空家) - gitarr, född 25 augusti 1980
- Shin (真) - gitarr, född 11 september 1979
- Nao (女雅) - elbas, född 7 februari 1979
- Izumi (白水) - trummor, född 11 februari 1979